# 線香花火 (INFINITY16の曲)
「線香花火」（せんこうはなび）は、日本の音楽グループINFINITY16の5枚目のシングルである。2008年6月4日発売。発売元はFar Eastern Tribe Records。

## 収録曲
1. 線香花火 welcomez GOKI
作詞・作曲：INFINITY16・GOKI、編曲：soundbreakers
2. 笑いとばしてGO! welcomez 導楽
作詞・作曲：INFINITY16・導楽、編曲：橘井健一
3. 線香花火 [inst]
4. 笑いとばしてGO! [inst]